# إدوارد أ. بيرس
إدوارد أ. بيرس (بالإنجليزية: Edward A. Pierce)‏ هو شخصية أعمال أمريكي، ولد في 31 أغسطس 1874 في أورينغتون في الولايات المتحدة، وتوفي في 16 ديسمبر 1974.